# Broteochactas parimensis
Espèce
Broteochactas parimensis est une espèce de scorpions de la famille des Chactidae.

## Distribution
Cette espèce est endémique d'Amazonas au Venezuela. Elle se rencontre à Alto Orinoco dans la Sierra Parima.

## Description
Le mâle holotype mesure 18,42 mm et la femelle paratype 27,96 mm.

## Étymologie
Son nom d'espèce, composé de parim[a] et du suffixe latin -ensis, « qui vit dans, qui habite », lui a été donné en référence au lieu de sa découverte, la Sierra Parima.

## Publication originale
- González Sponga, 2004 : Arácnidos de Venezuela. Cinco nuevas especies de escorpiones de la Guayana-Amazonia (Chactidae: Buthidae). Memoria de la Fundacion la Salle de Ciencias Naturales, vol. 62, no 159/160, p. 265-281 (texte intégral).